# Comuna Almașu, Sălaj
Almașu (în maghiară Váralmás) este o comună în județul Sălaj, Transilvania, România, formată din satele Almașu (reședința), Băbiu, Cutiș, Jebucu, Mesteacănu, Petrinzel, Sfăraș, Stana și Țăudu.

## Demografie
Componența etnică a comunei Almașu
     Români (51,17%)
     Maghiari (28,27%)
     Romi (13,02%)
     Alte etnii (0%)
     Necunoscută (7,55%)
Componența confesională a comunei Almașu
     Ortodocși (59,19%)
     Reformați (28,96%)
     Baptiști (1,49%)
     Alte religii (2,55%)
     Necunoscută (7,81%)
Conform recensământului efectuat în 2021, populația comunei Almașu se ridică la 1.882 de locuitori, în scădere față de recensământul anterior din 2011, când fuseseră înregistrați 2.237 de locuitori. Majoritatea locuitorilor sunt români (51,17%), cu minorități de maghiari (28,27%) și romi (13,02%), iar pentru 7,55% nu se cunoaște apartenența etnică. Din punct de vedere confesional, majoritatea locuitorilor sunt ortodocși (59,19%), cu minorități de reformați (28,96%) și baptiști (1,49%), iar pentru 7,81% nu se cunoaște apartenența confesională.

## Politică și administrație
Comuna Almașu este administrată de un primar și un consiliu local compus din 11 consilieri. Primarul, István Gál-Máté[*], de la Uniunea Democrată Maghiară din România, este în funcție din octombrie 2020. Începând cu alegerile locale din 2024, consiliul local are următoarea componență pe partide politice:
|  | Partid                                 | Consilieri | Componența Consiliului | Componența Consiliului | Componența Consiliului | Componența Consiliului |
|  | -------------------------------------- | ---------- | ---------------------- | ---------------------- | ---------------------- | ---------------------- |
|  | Uniunea Democrată Maghiară din România | 4          |                        |                        |                        |                        |
|  | Partidul Național Liberal              | 3          |                        |                        |                        |                        |
|  | Partidul Social Democrat               | 2          |                        |                        |                        |                        |
|  | Alianța pentru Unirea Românilor        | 1          |                        |                        |                        |                        |
|  | Partida Romilor „Pro Europa”           | 1          |                        |                        |                        |                        |

## Atracții turistice
- Biserica reformată din Almașu, construcție secolul al XV-lea, monument istoric
- Biserica reformată din satul Stana, construcție 1640, monument istoric
- Ansamblul castelului "Csáky, construcție secolul al XIX-lea, monument istoric
- Castelul "Csáky" din satul Almașu, monument istoric
- Ruinele Cetății Almașului construcție secolul al XIII-lea, monument istoric
- Monumentul Eroilor din Almașu

## Imagini

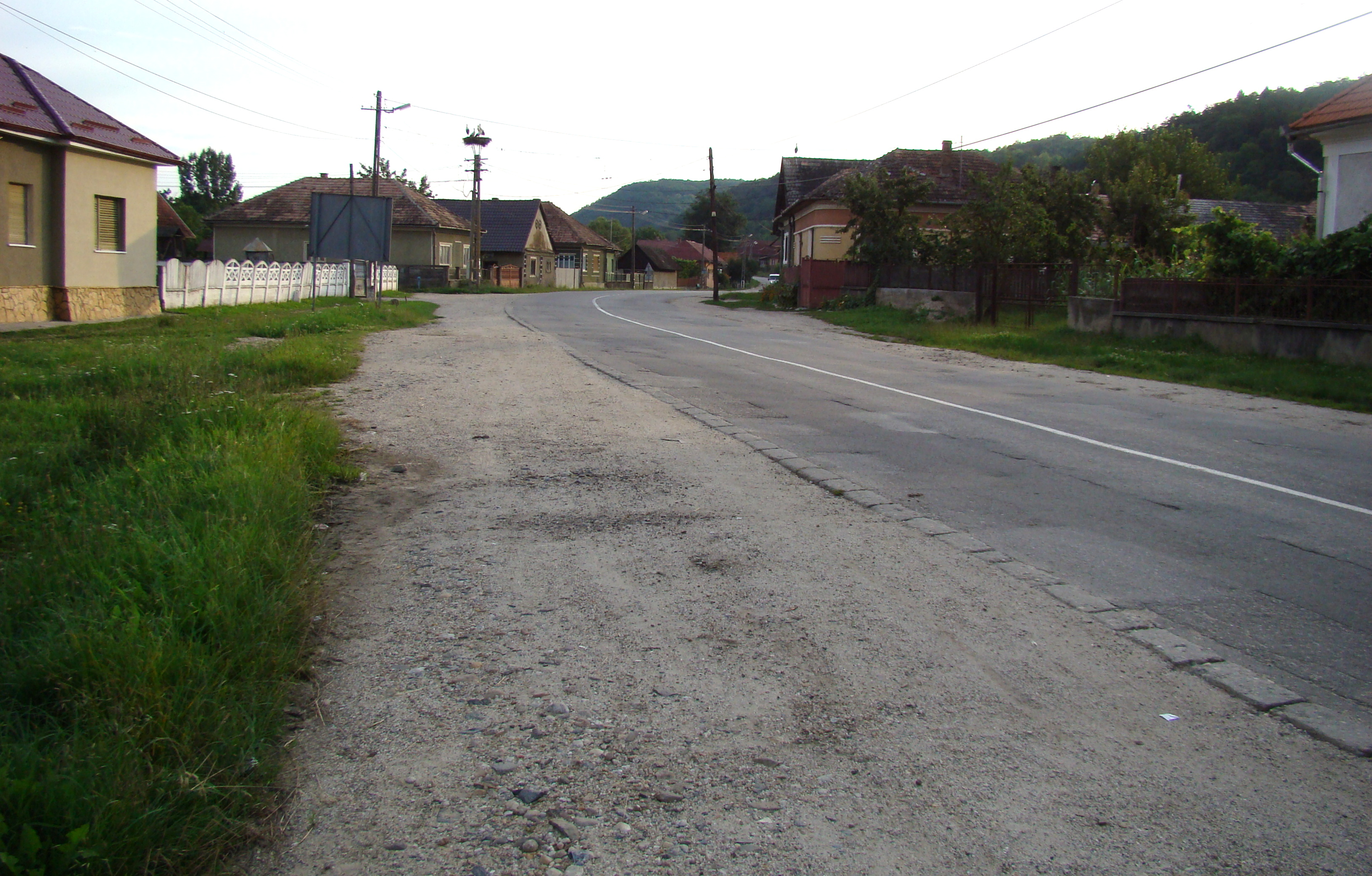
Almașu
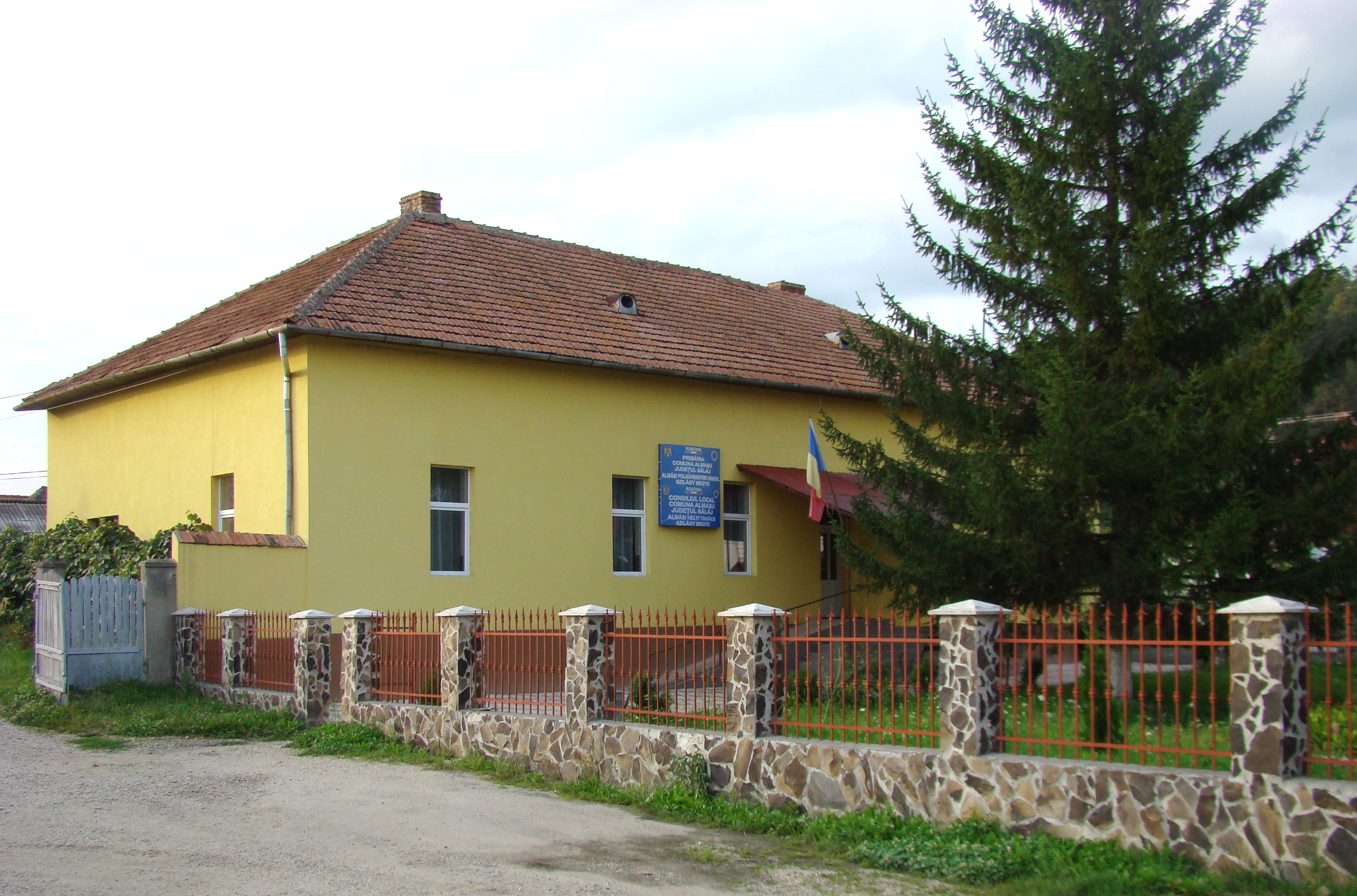
Primăria comunei Almașu
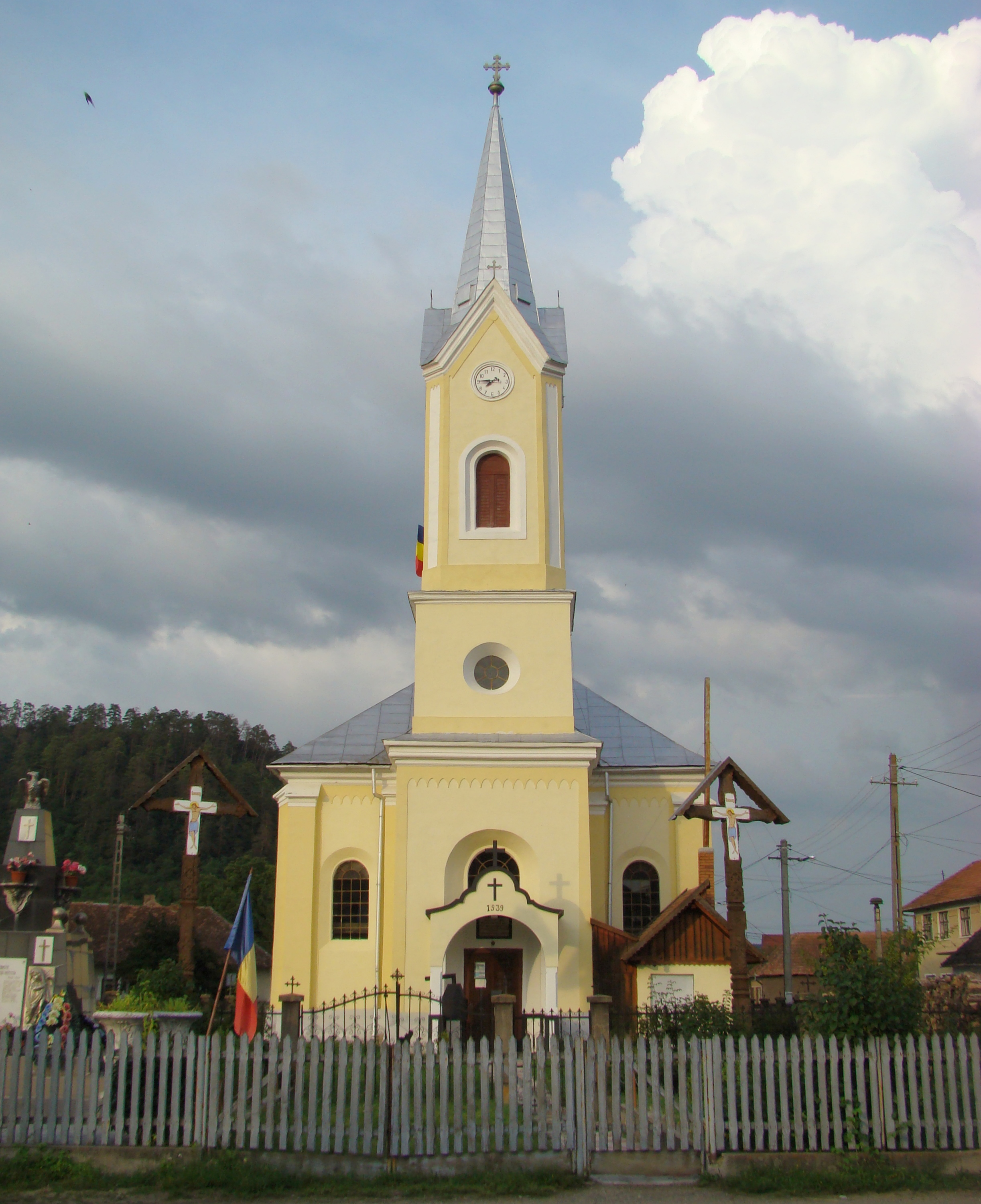
Biserica Adormirea Maicii Domnului
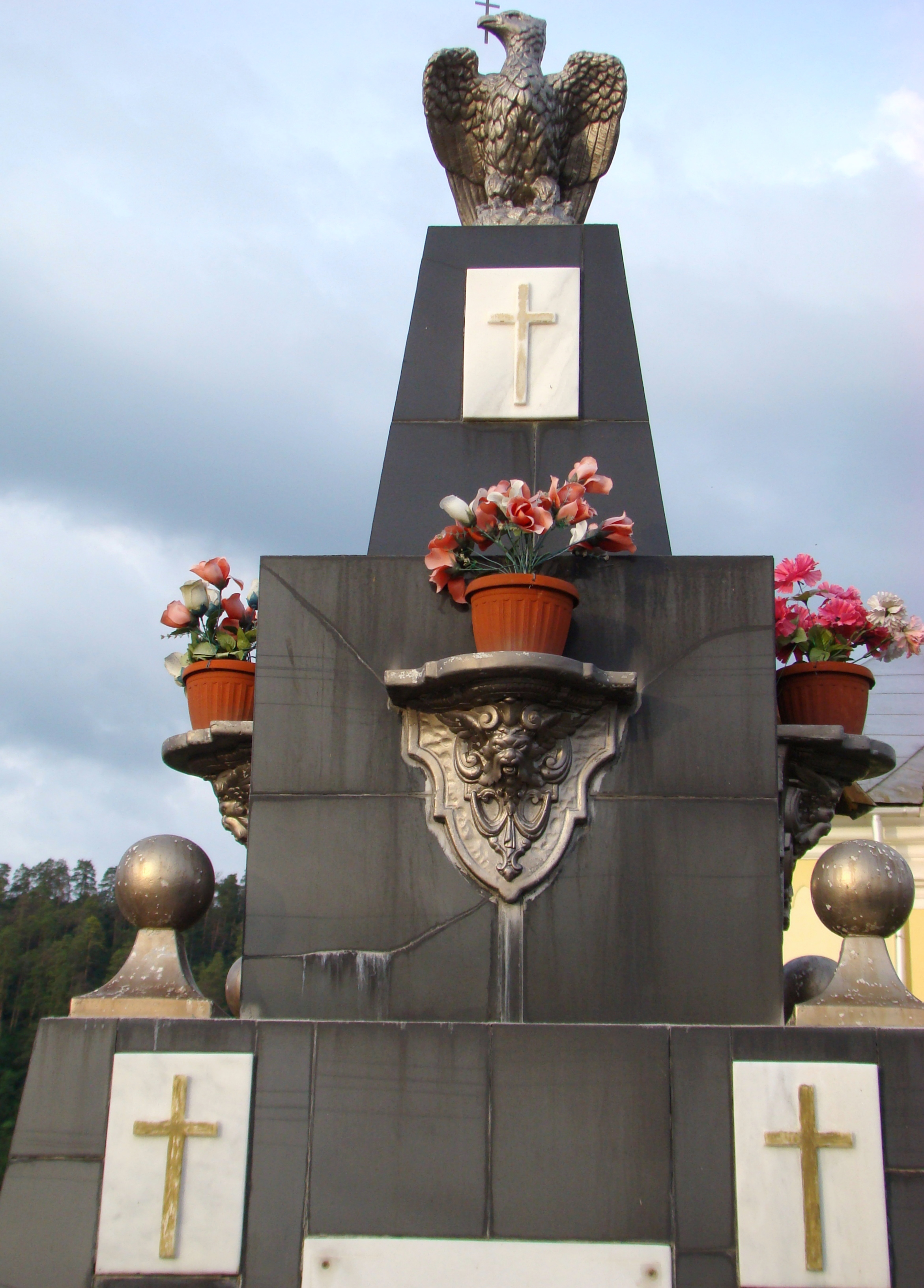
Monumentul Eroilor
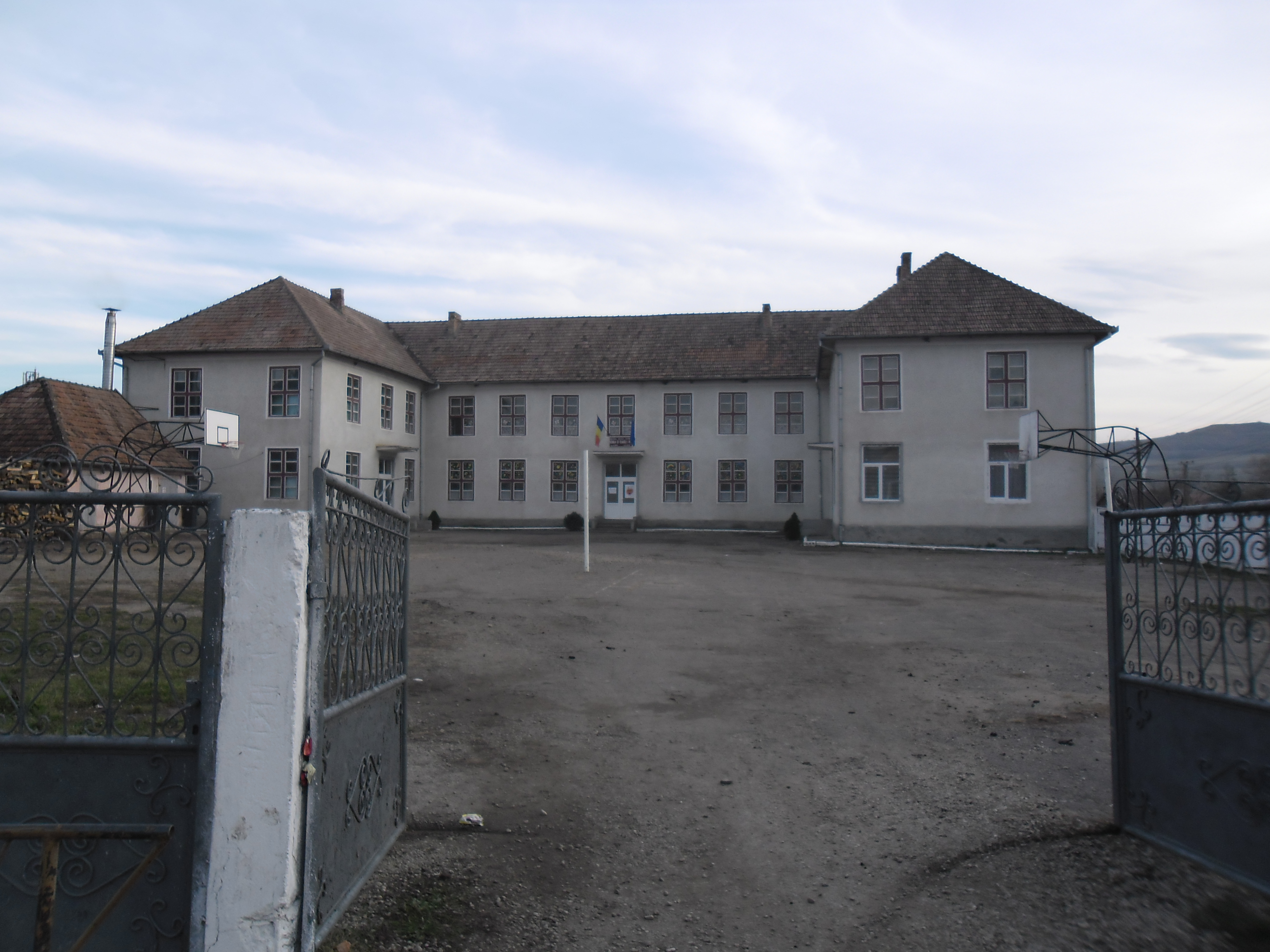
Școala
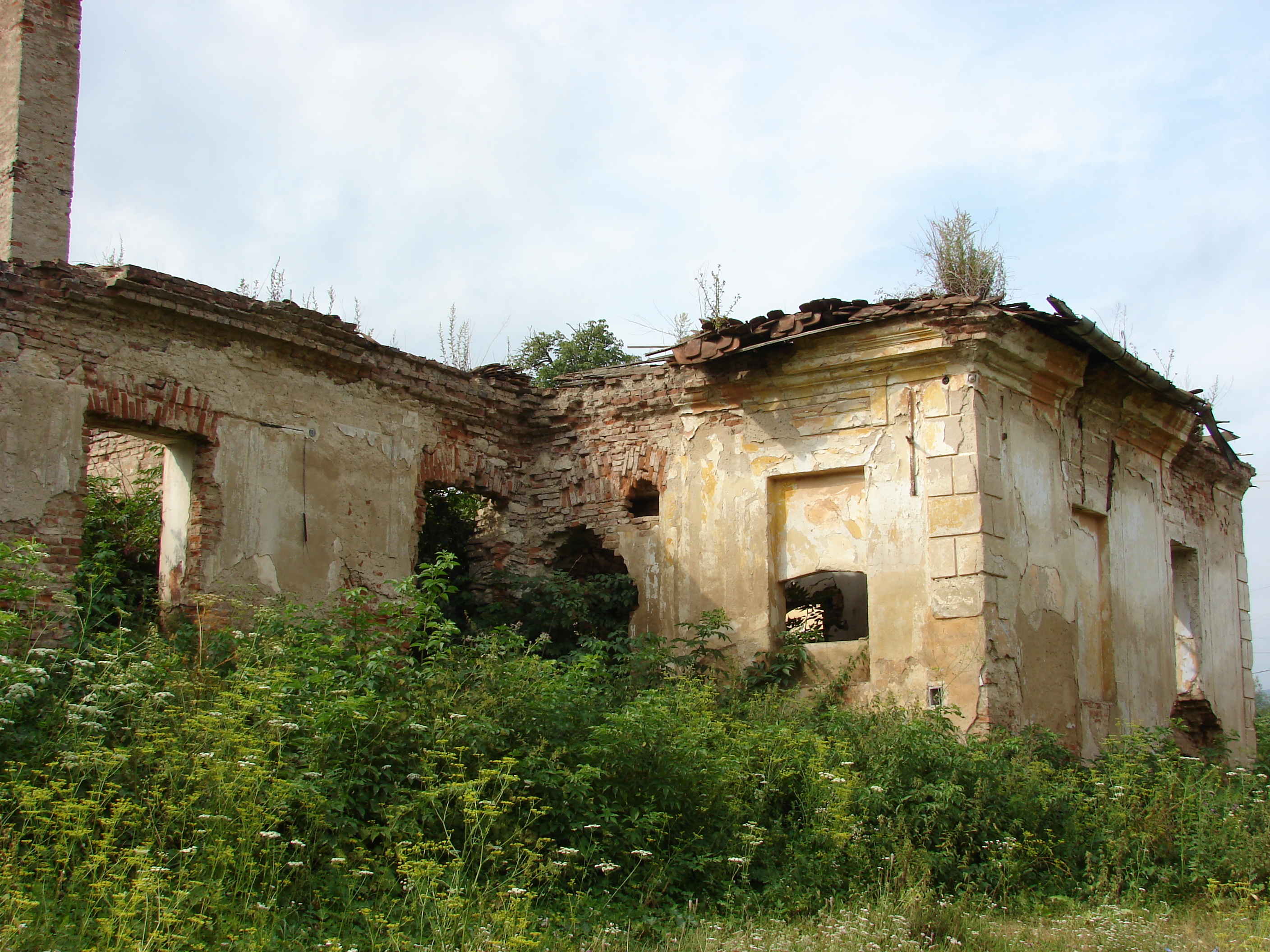
Ruinele castelului Csaki (monument istoric)
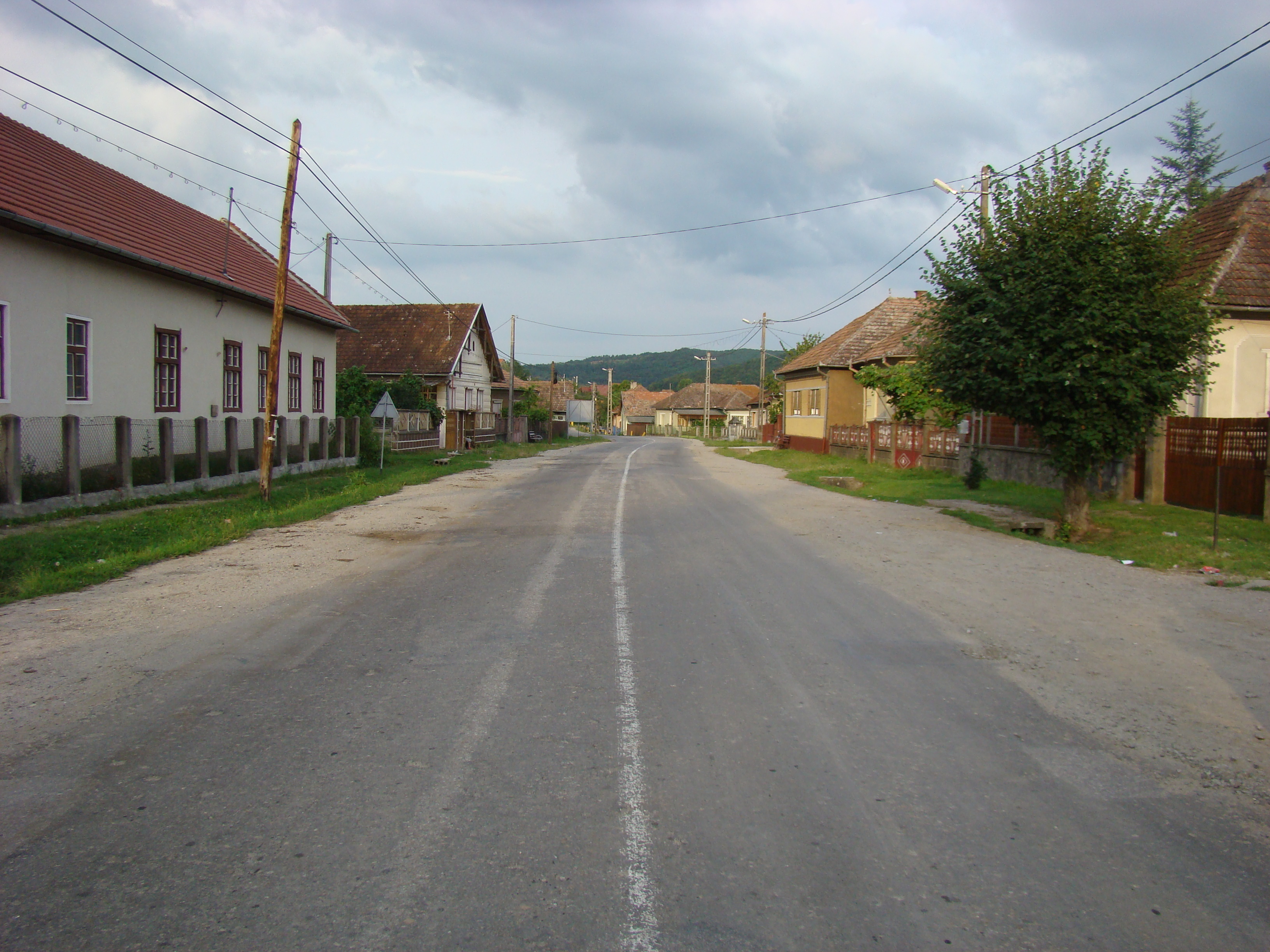
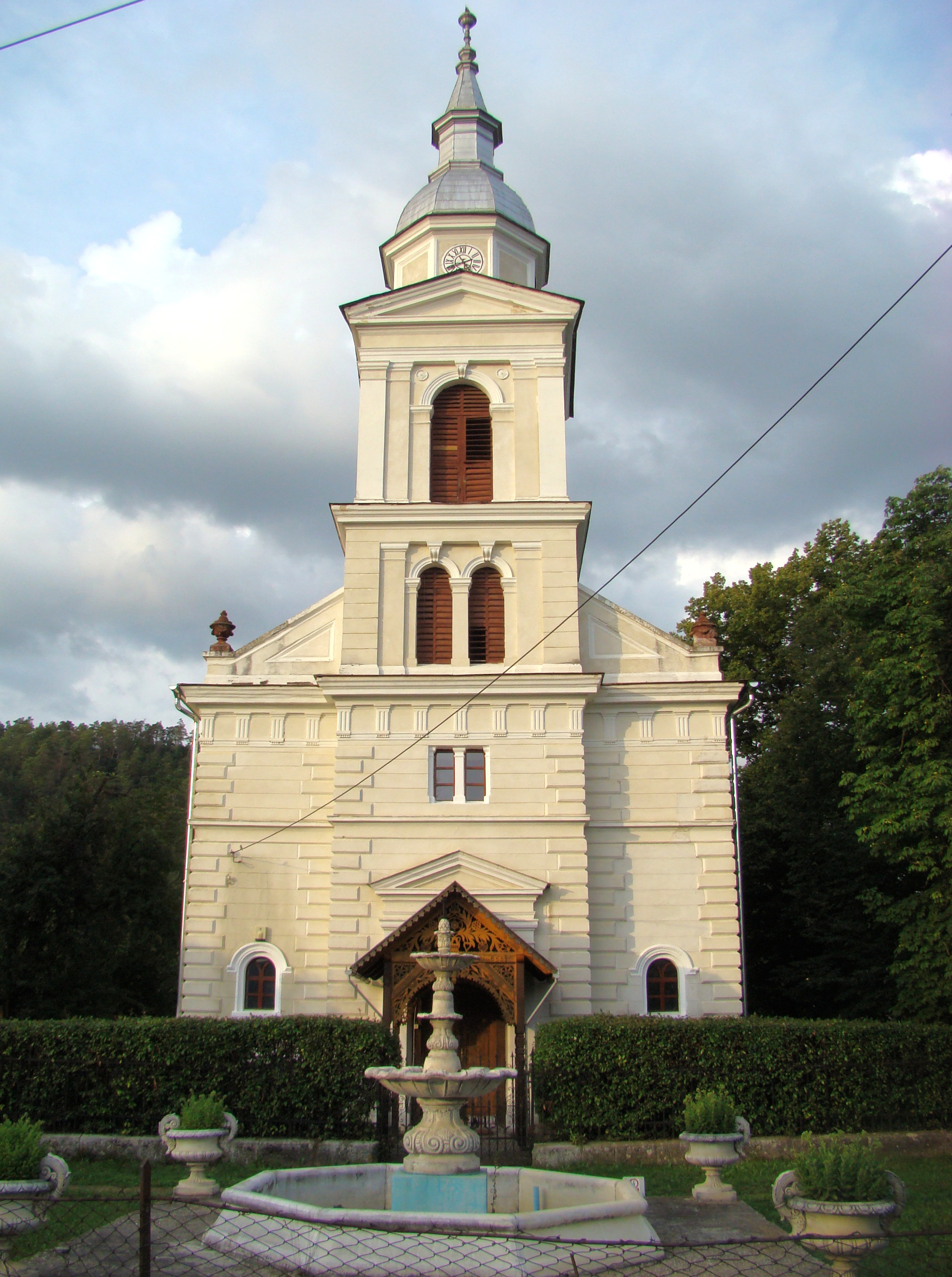
Biserica reformată
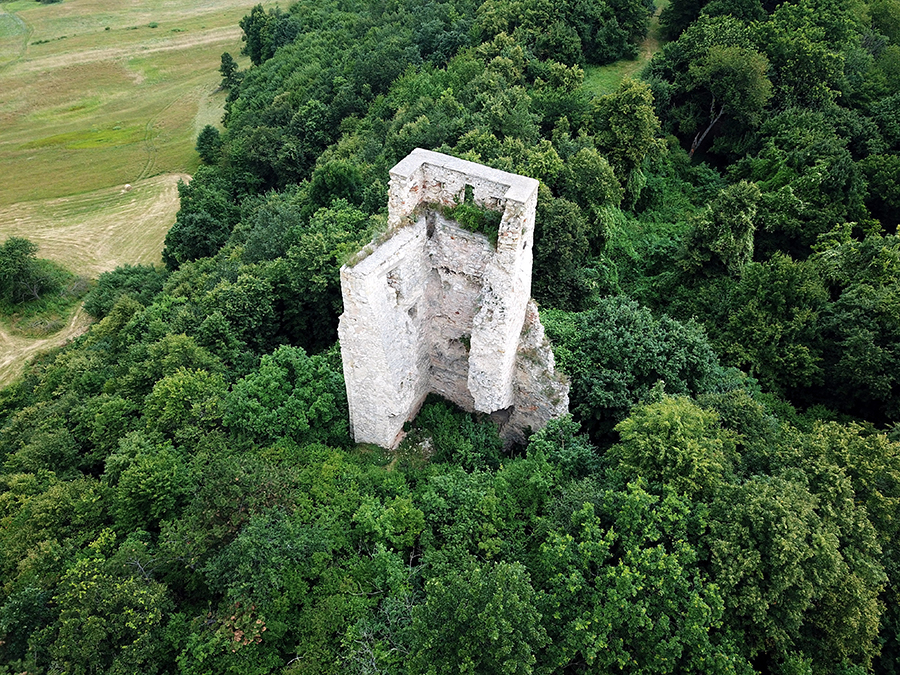
Ruinele Cetății Almașului (monument istoric)
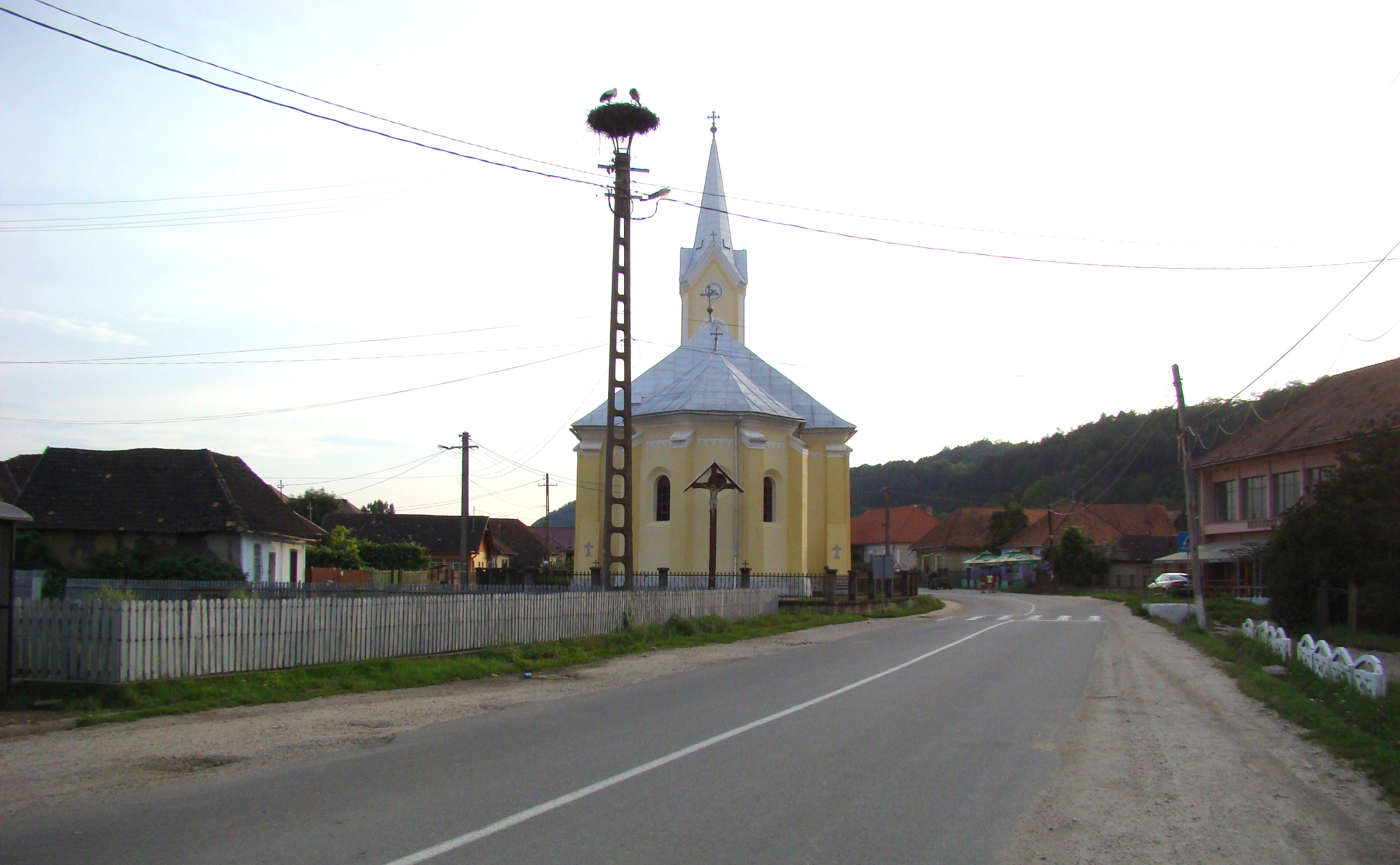
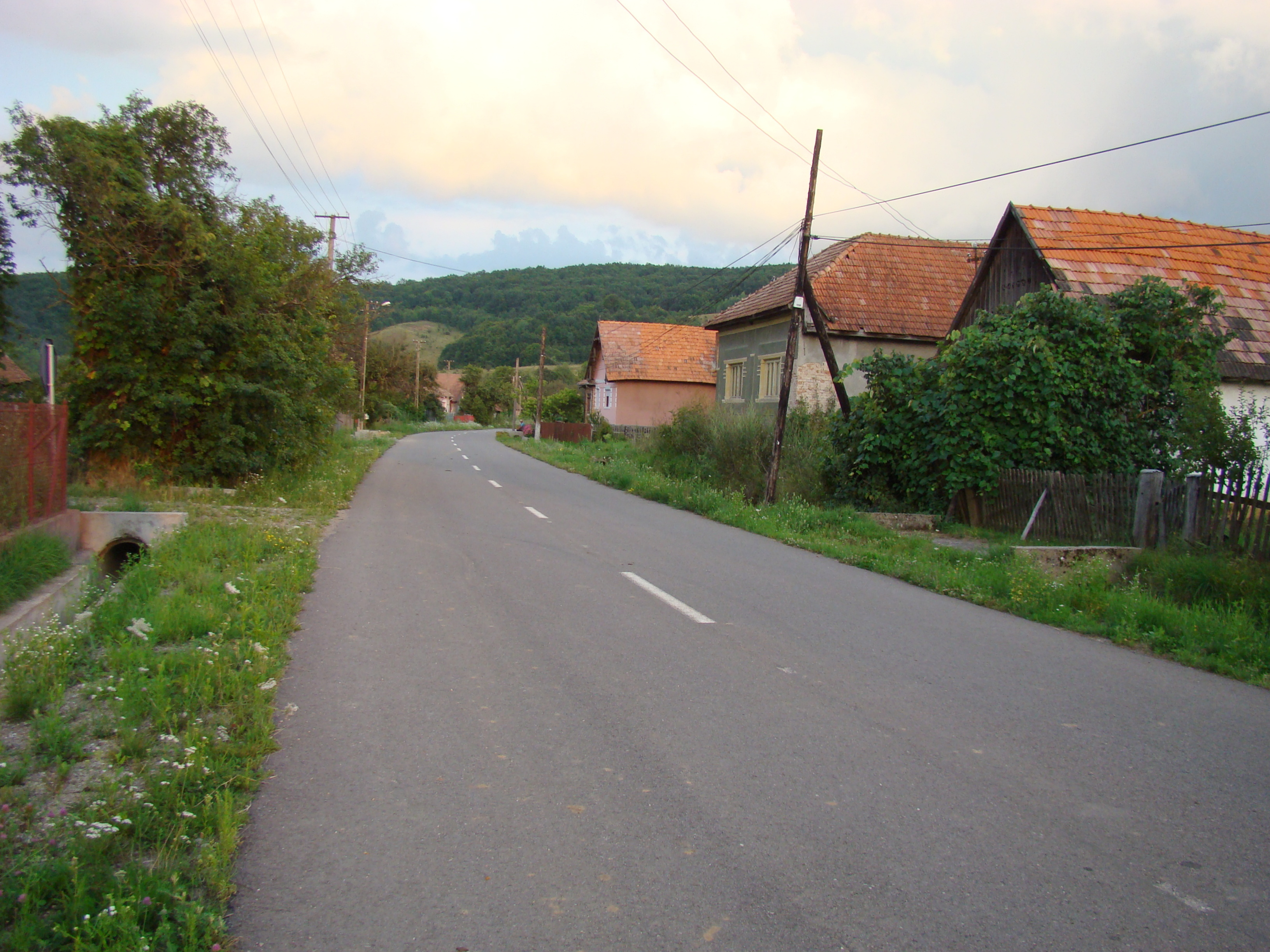
Băbiu
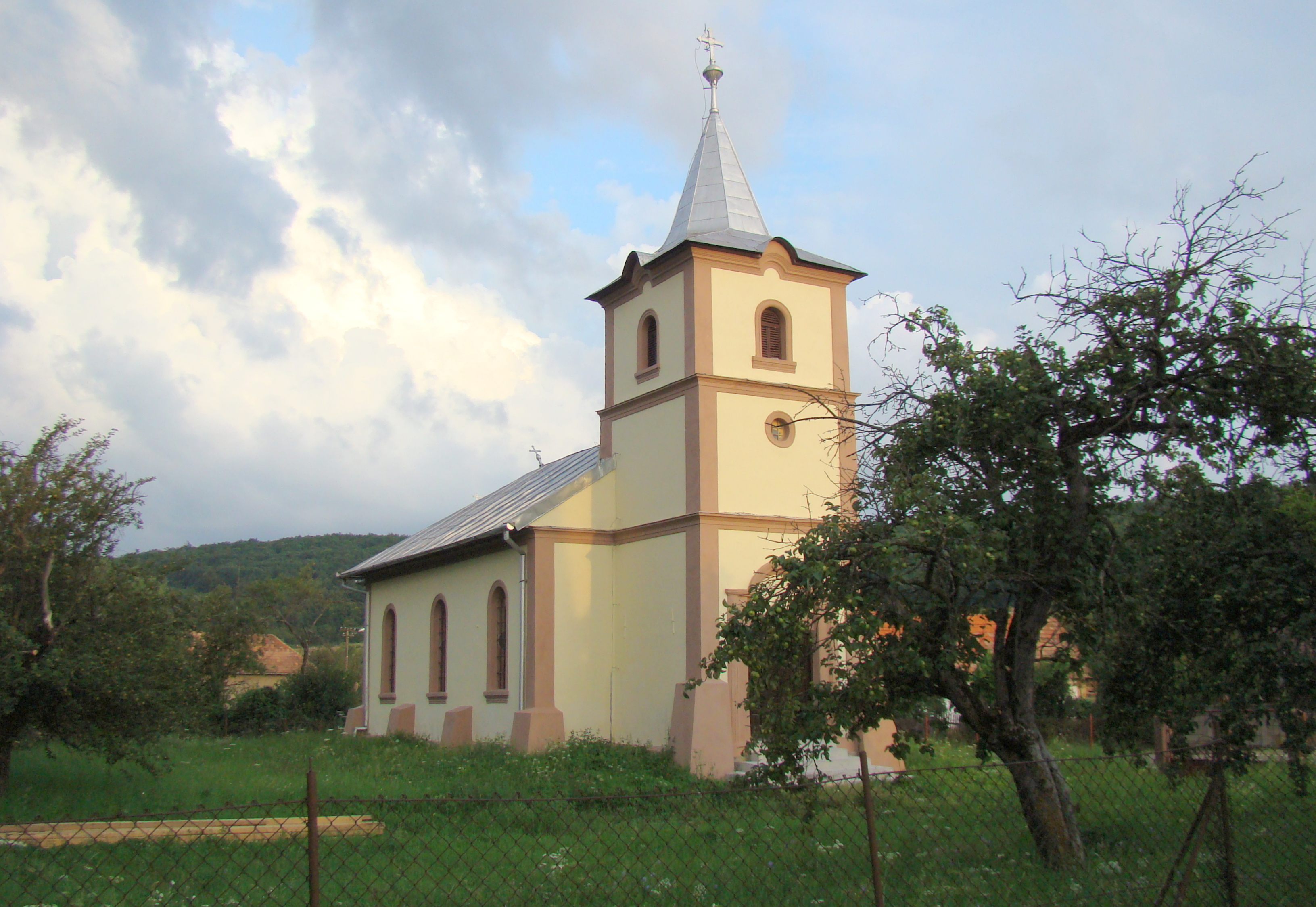
Biserica ortodoxă cu hramul „Pogorârea Sfântului Duh” (1930)
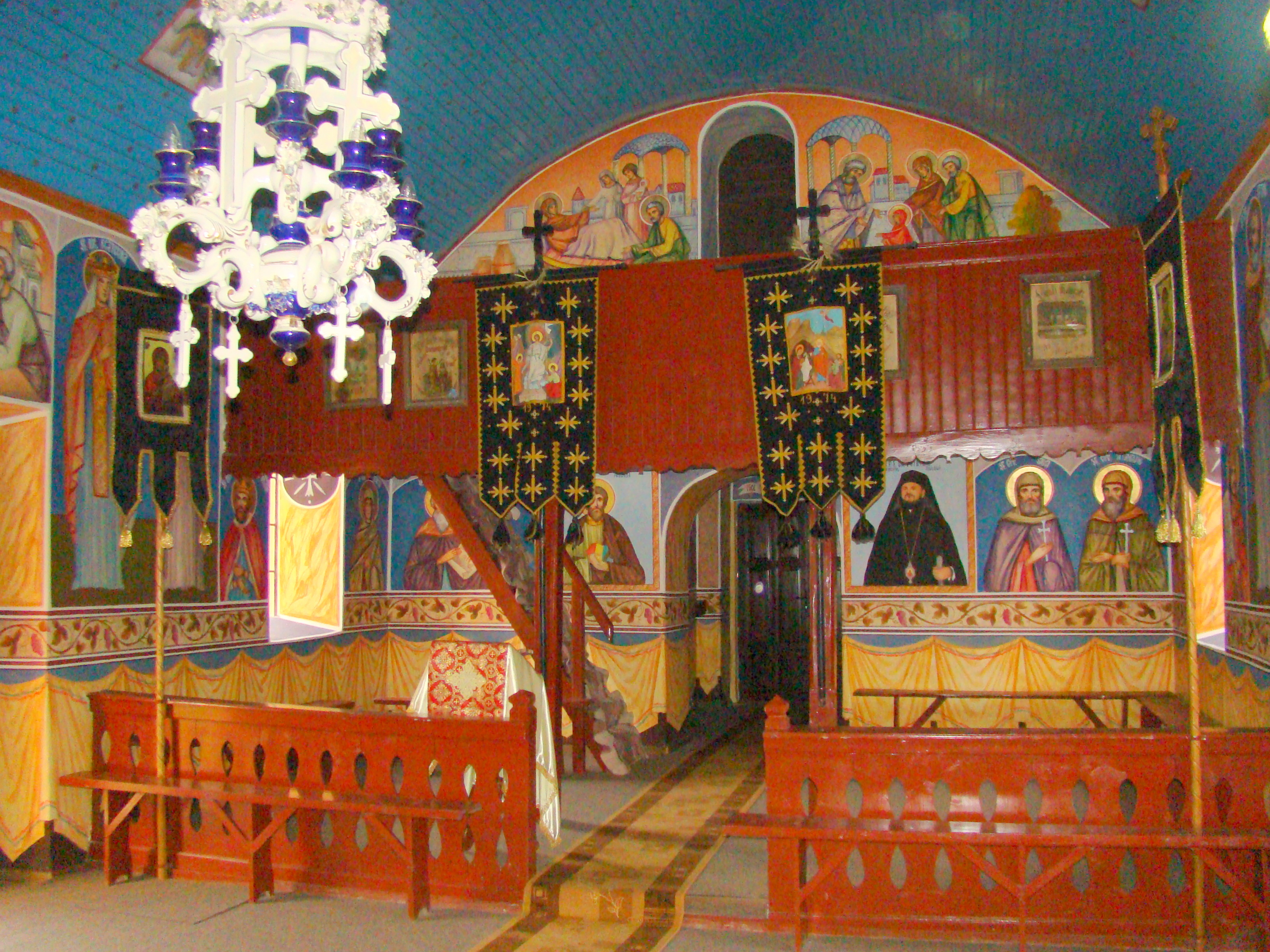
Biserica ortodoxă cu hramul „Pogorârea Sfântului Duh” (1930)
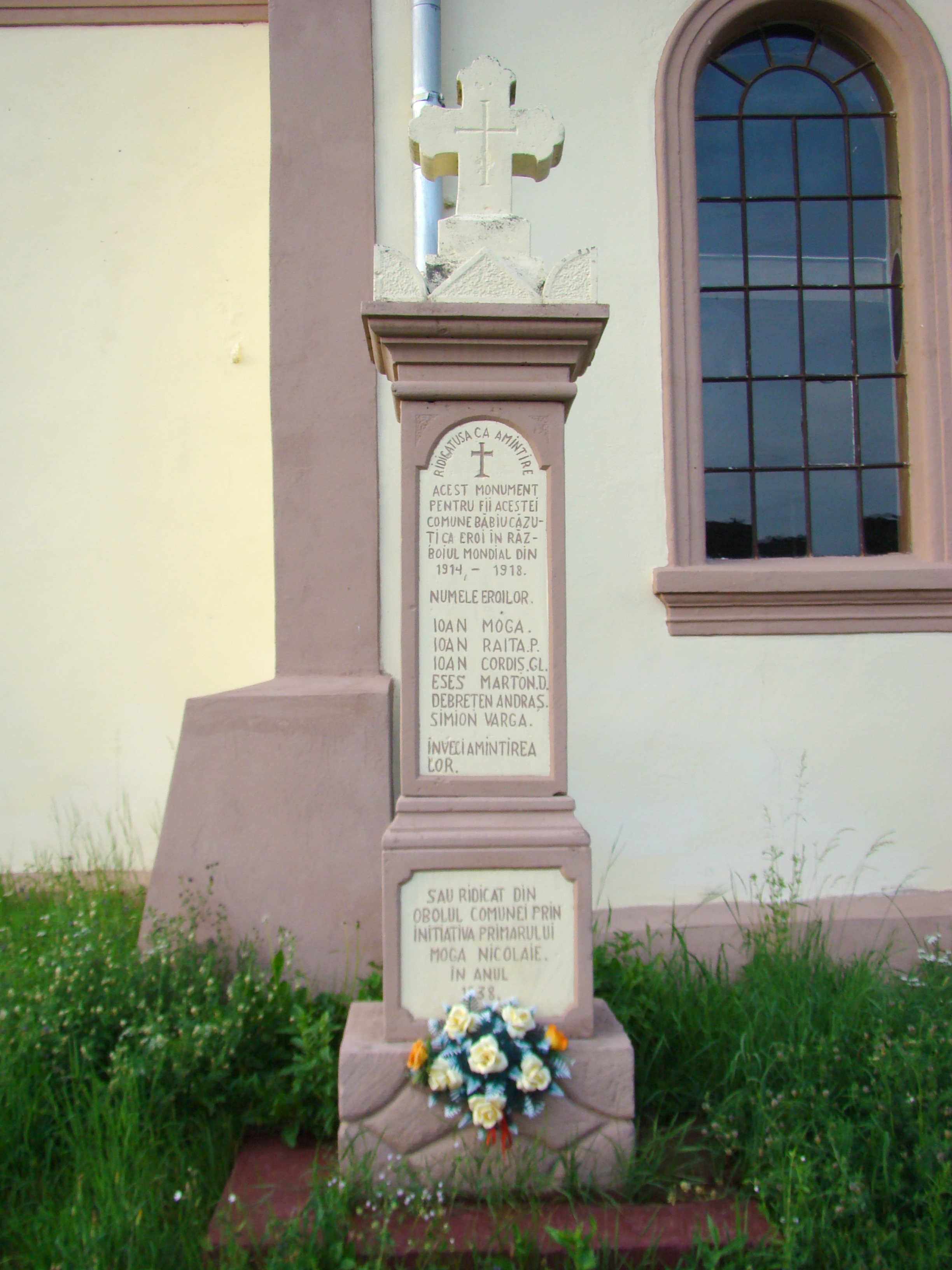
Monumentul Eroilor din satul Băbiu
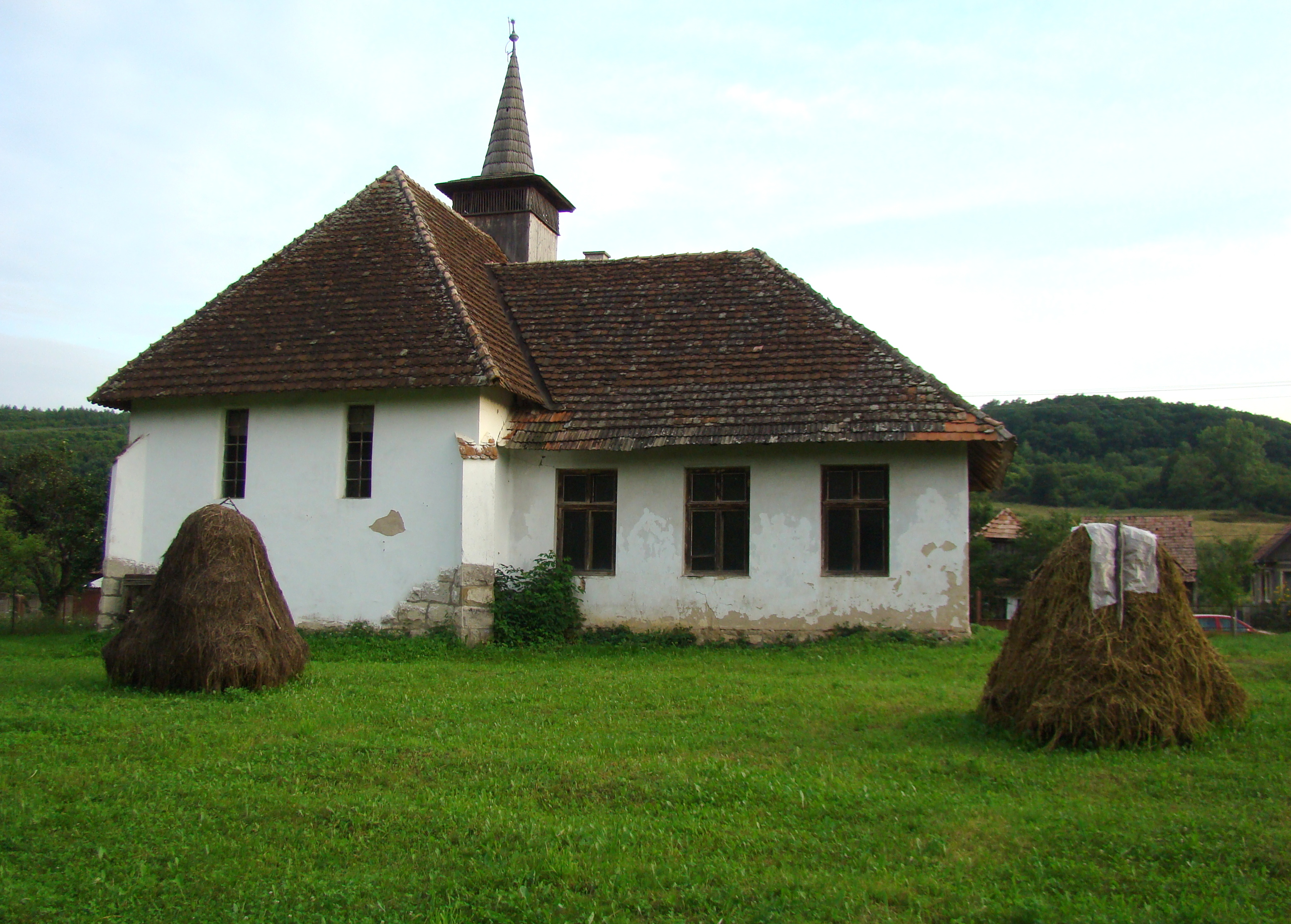
Biserica reformată construită în anul 1935, după planurile arhitectului Kós Károly
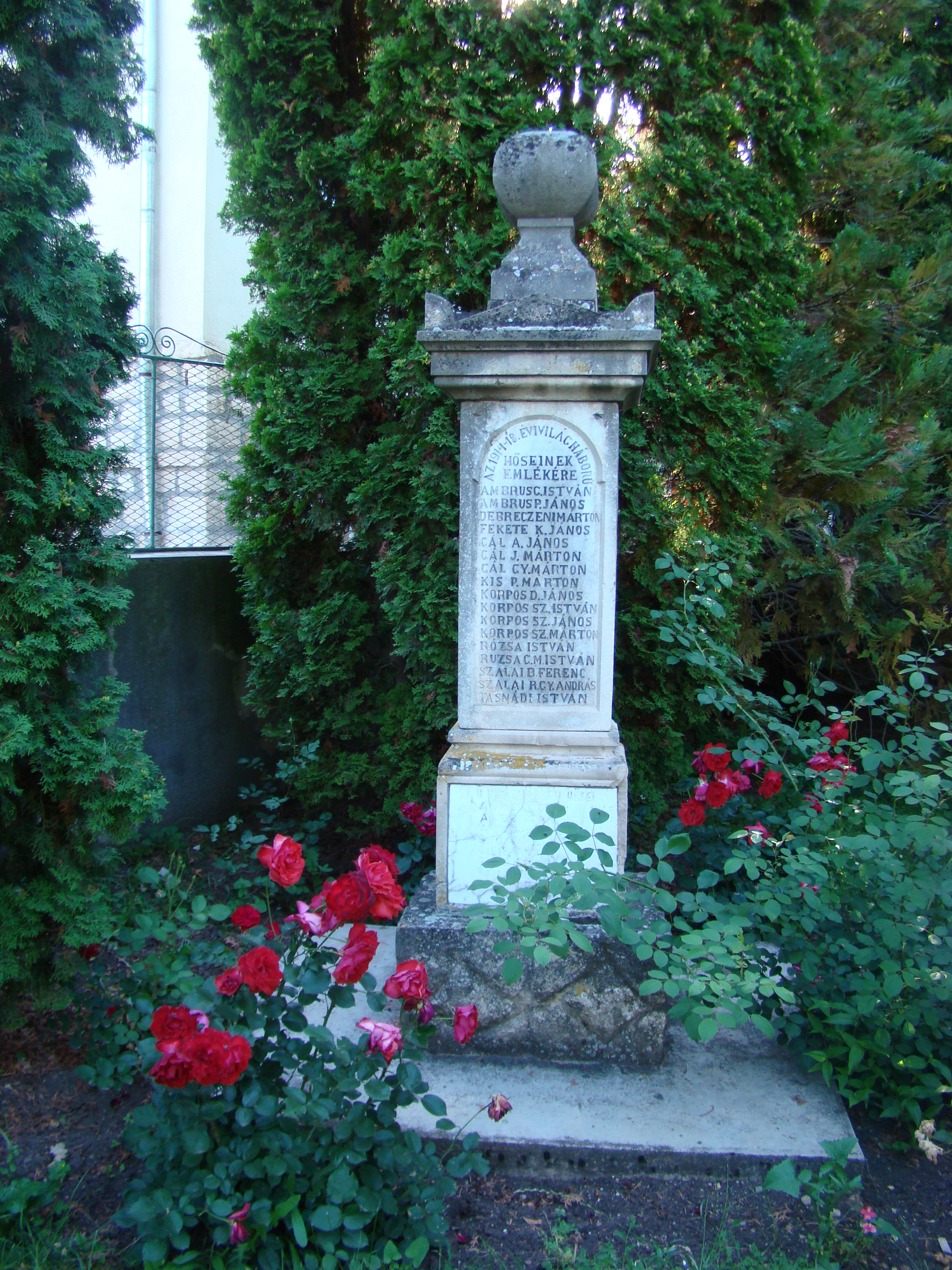
Monumentul Eroilor din satul Jebucu
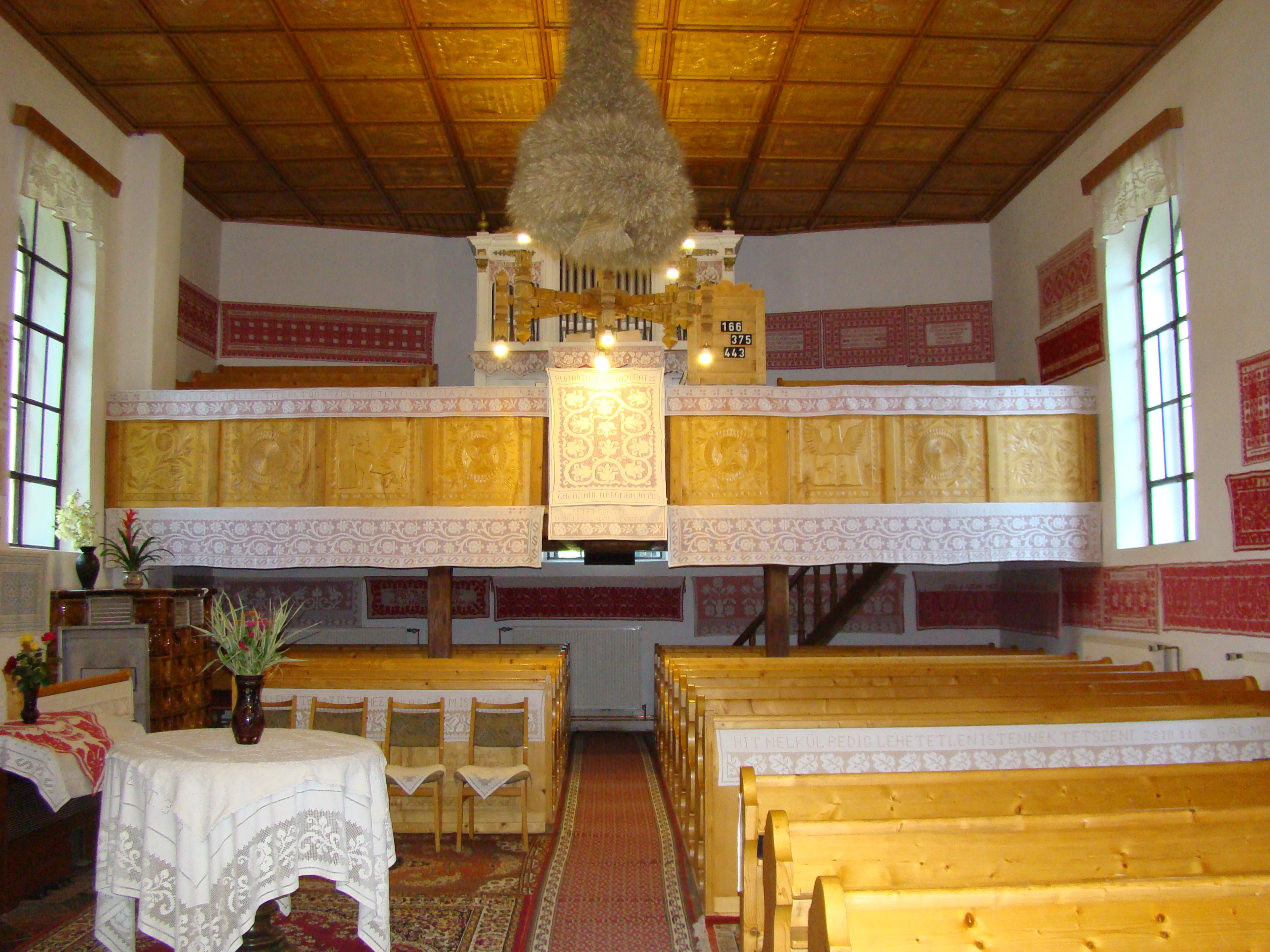
Biserica reformată din Jebucu
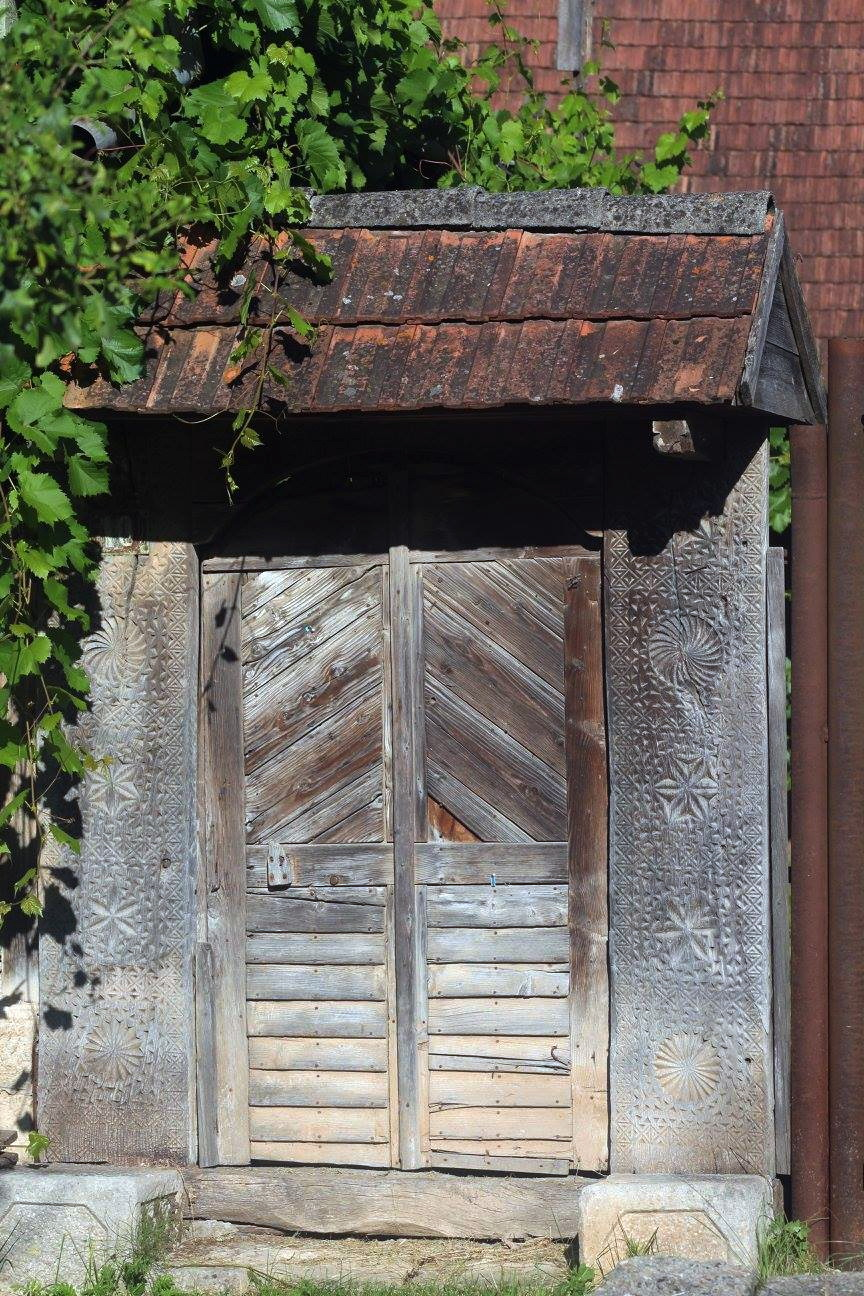
Poartă tradițională de lemn
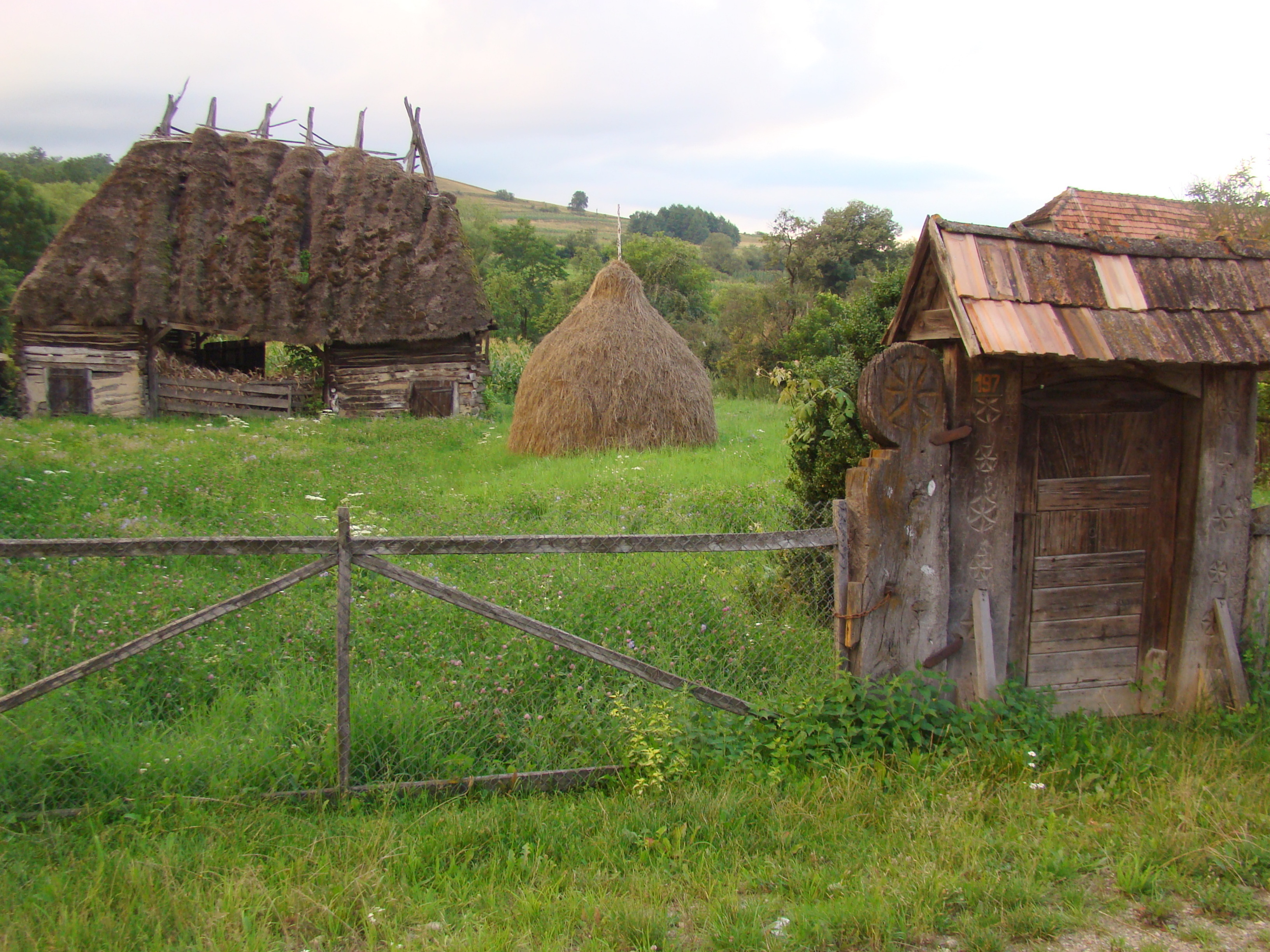
Mesteacănu
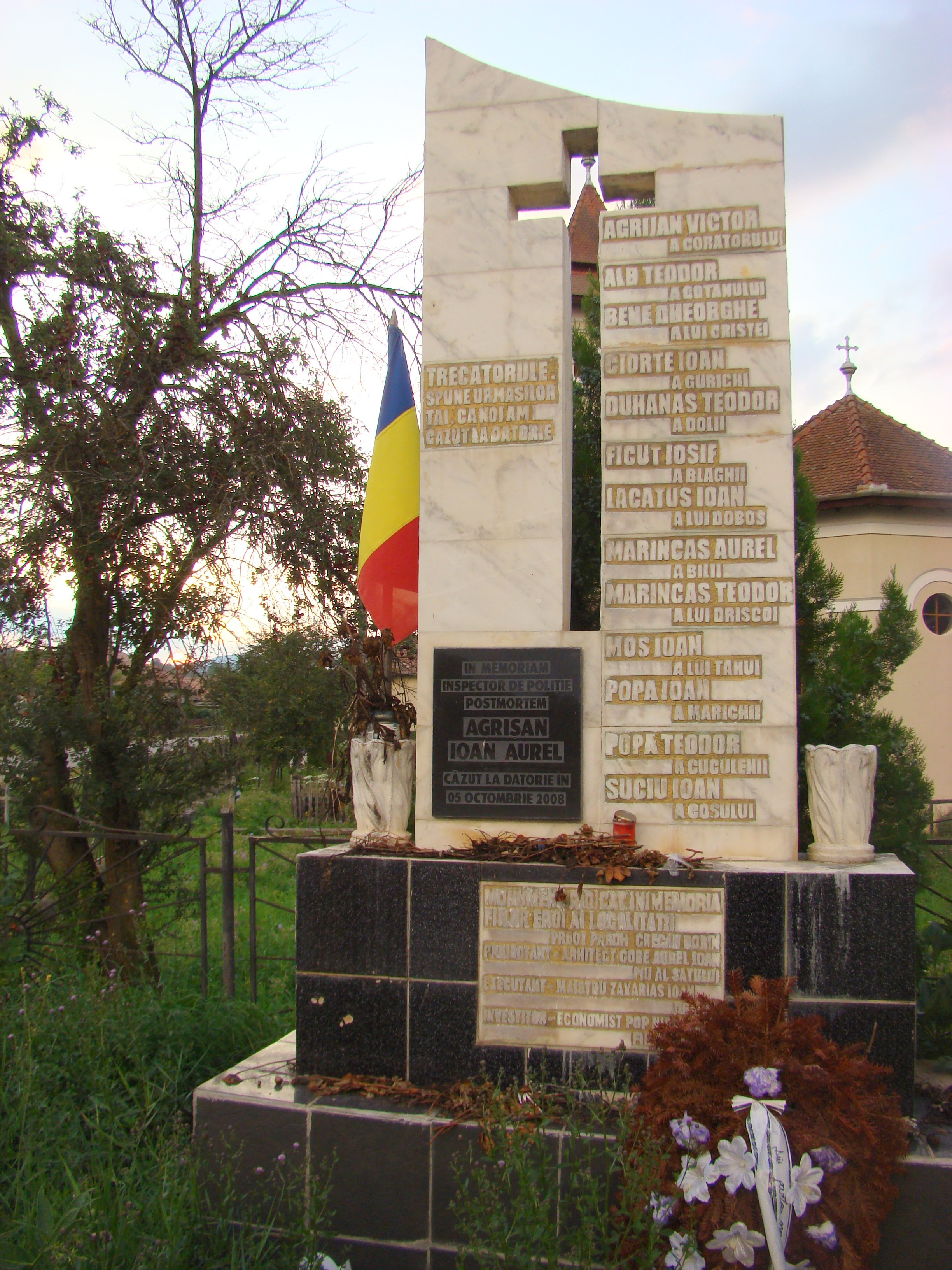
Monumentul Eroilor din satul Mesteacănu
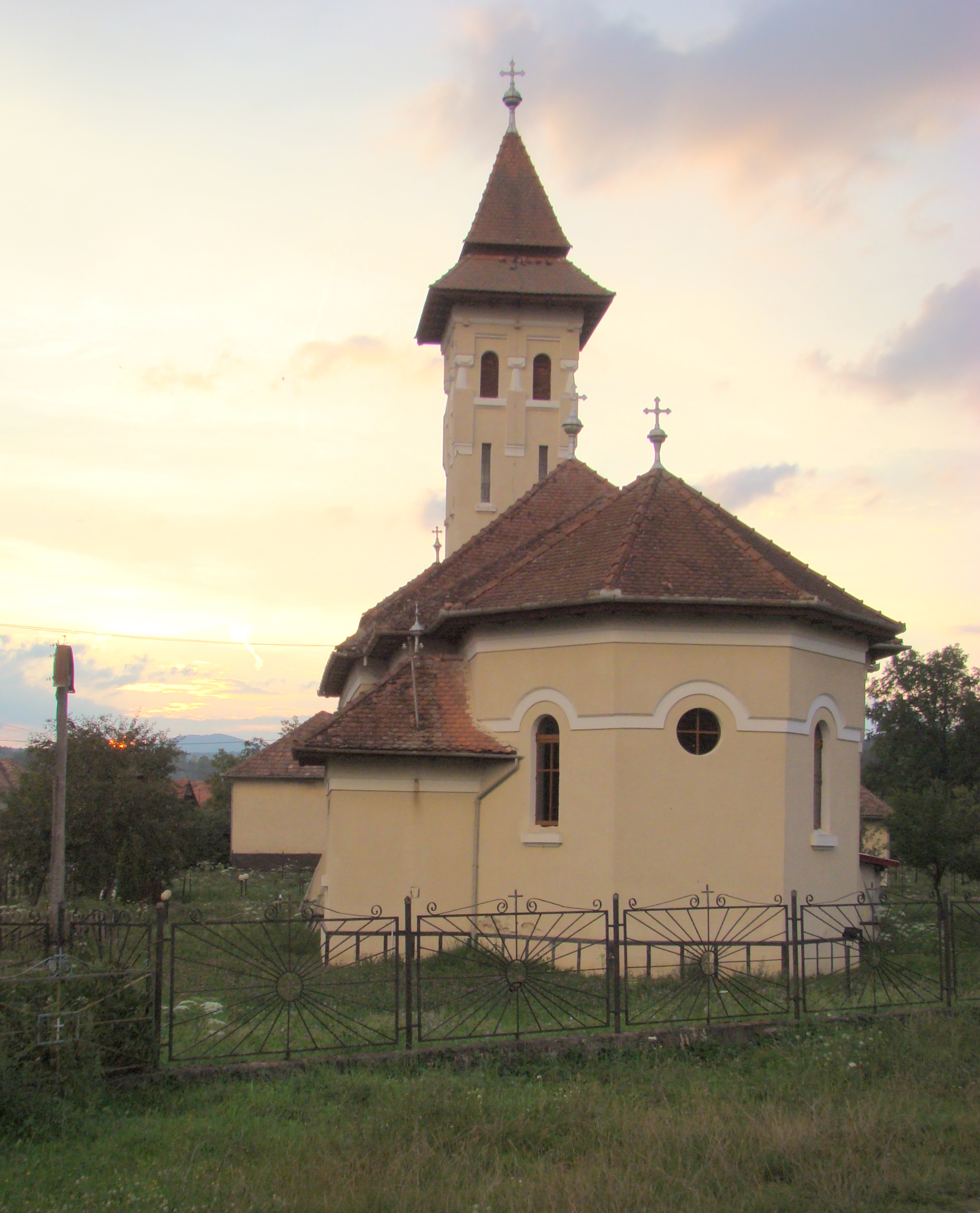
Biserica ortodoxă „Sfântul Ierarh Nicolae” (1940)
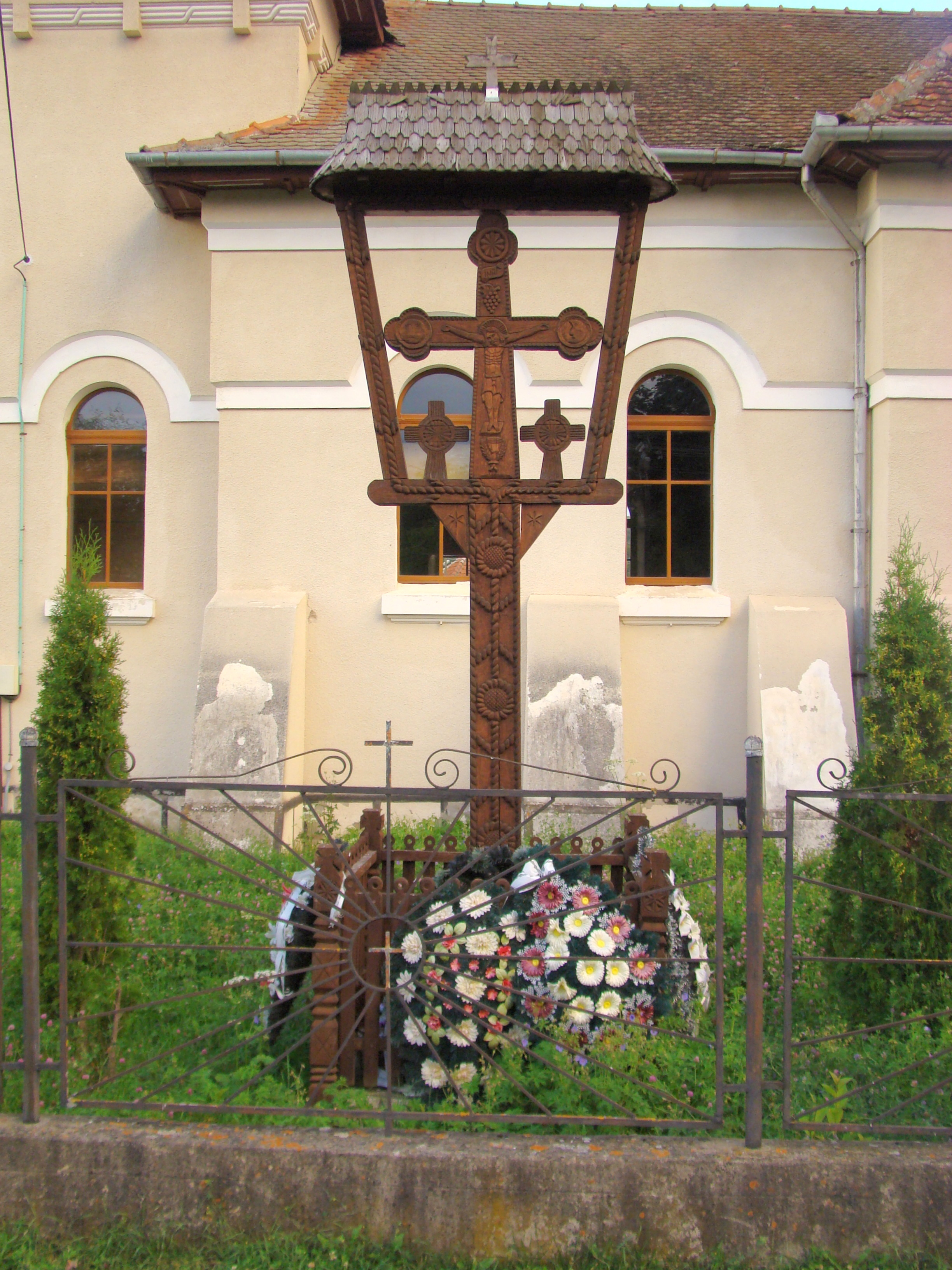
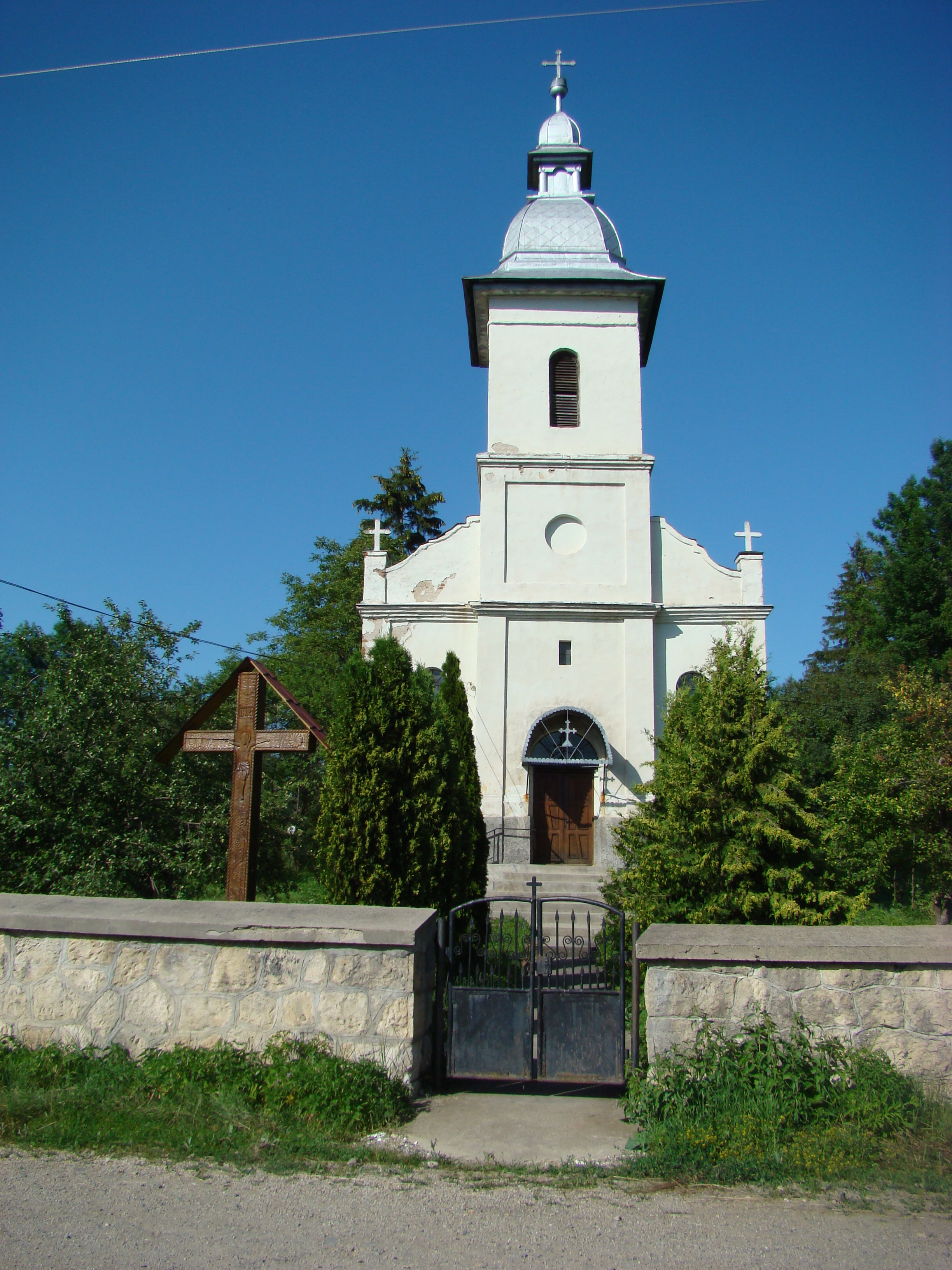
Biserica ortodoxă din Sfăraș
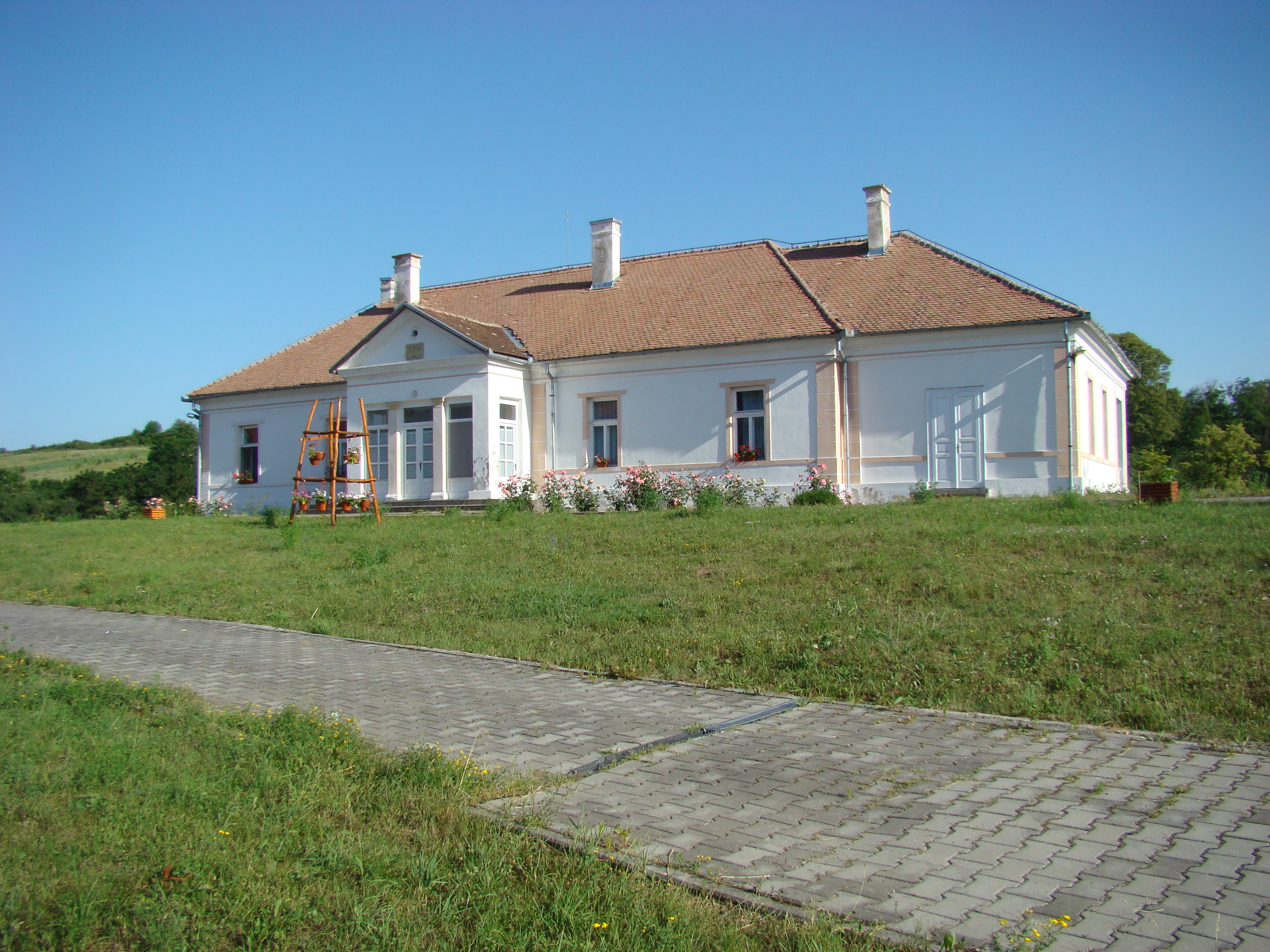
Conacul Szentiványi
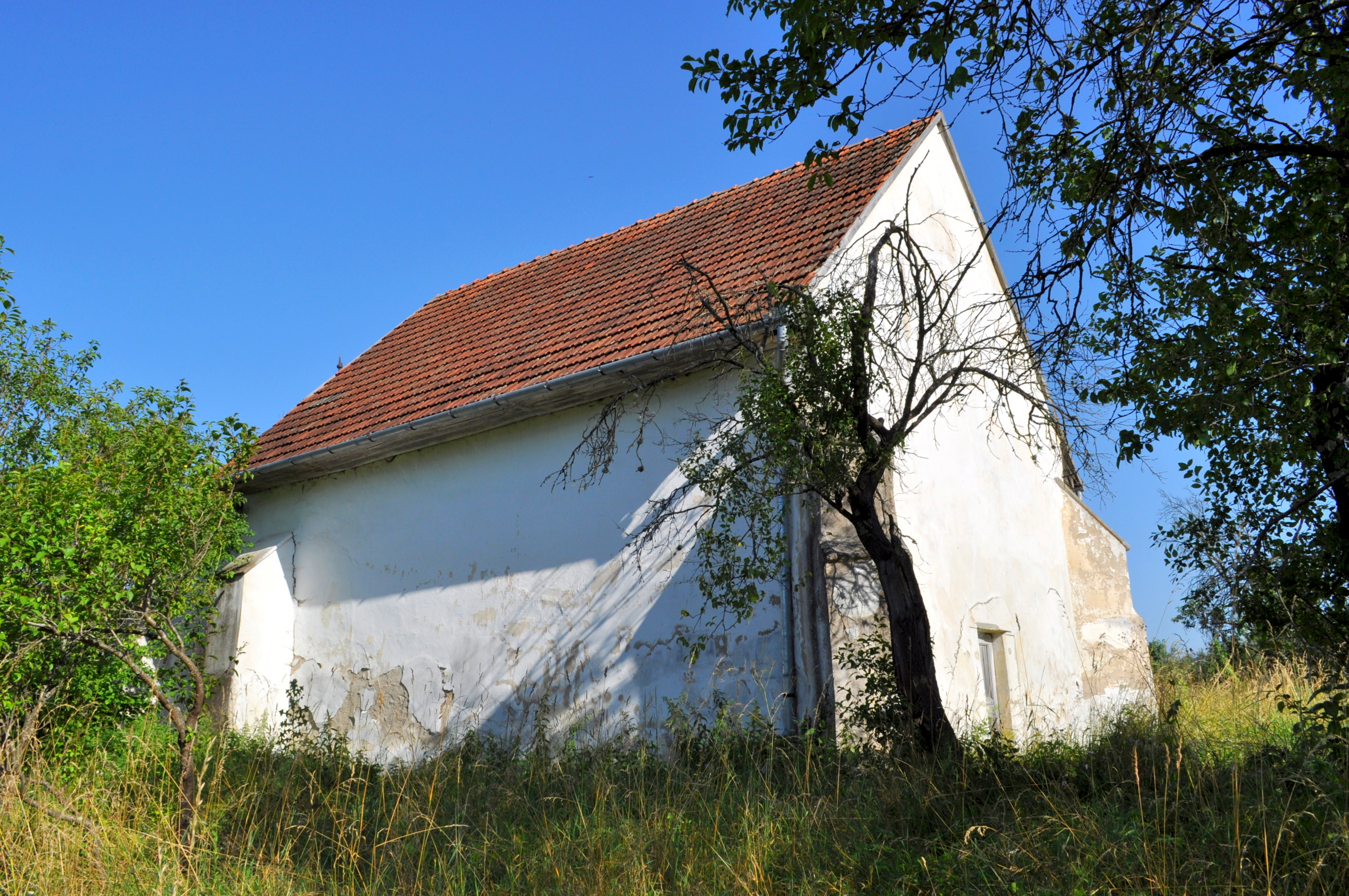
Biserica reformată din Sfăraș (monument istoric)
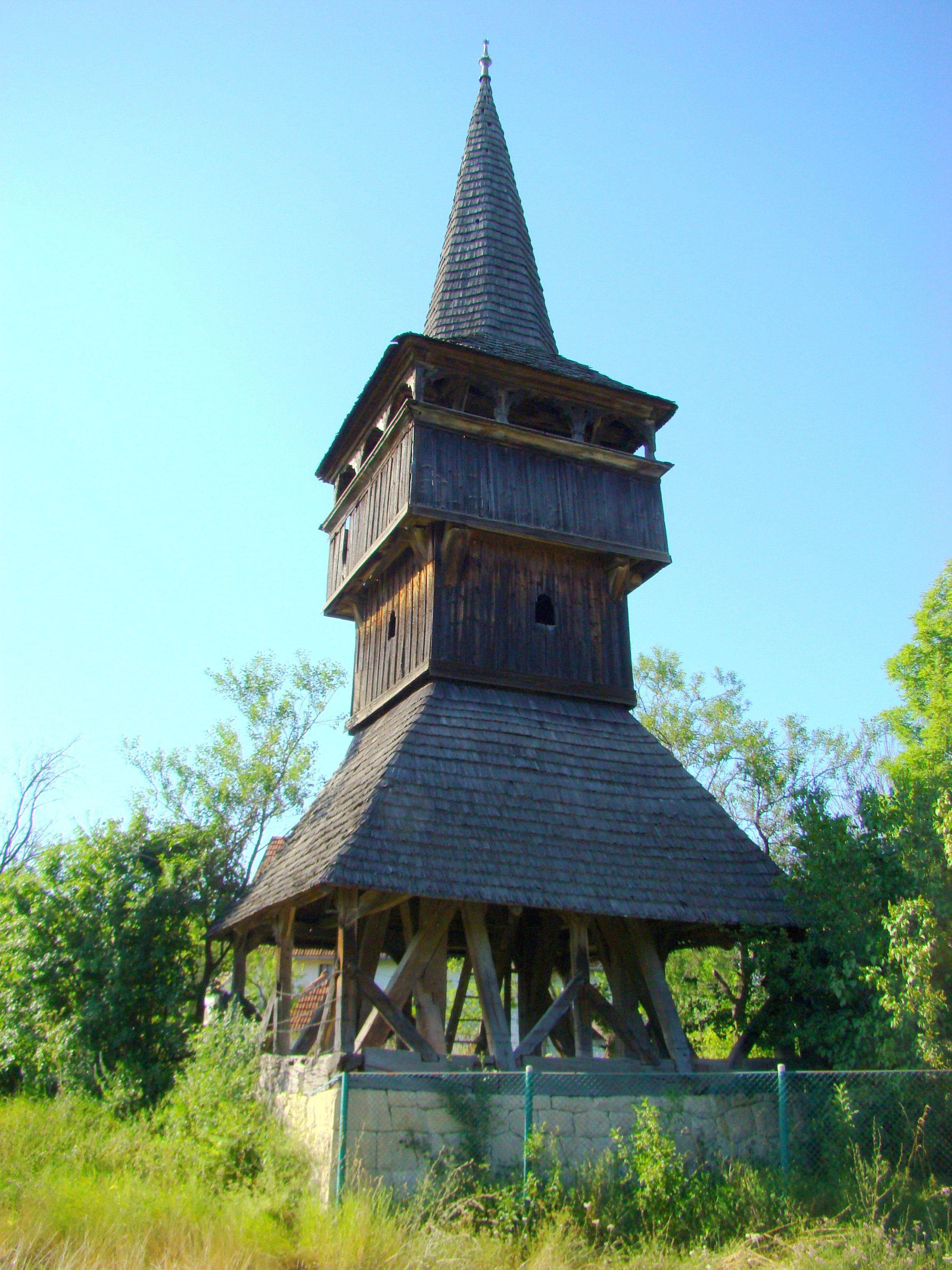
Clopotnița de lemn (monument istoric)